# Passo d'Areia (Porto Alegre)
Pour le quartier de Santa Maria, voir Passo d'Areia.
Passo D'Areia est un des 79 quartiers de la ville brésilienne de Porto Alegre, capitale de l'État du Rio Grande do Sul. Il fut créé par la loi 2022 du 7 décembre 1959.

## Données générales
- Population (2000) : 23.083 habitants[réf. nécessaire]
  - Hommes :  10.123
  - Femmes : 12.960
- Superficie : 244 ha
- Densité : 95 hab/ha
- Nombre de foyers : 8.540

## Localisation
Situé dans la zone nord de Porto Alegre, il est entouré des quartiers de Jardim São Pedro, Vila do IAPI et de Higienópolis.

## Limites Actuelles
Intersection de la rue 25 de Julho et de l'avenue Assis Brasil jusqu'à l'avenue Sertório; de là jusqu'à l'avenue Carneiro da Fontoura; de là jusqu'à, et sur toute sa longueur, l'avenue Assis Brasil; de là jusqu'à la rue Antônio Joaquim Mesquita; de là jusqu'à, et sur toute sa longueur et son prolongement par la traverse H. Ritter et la rue Jacob Arnt, et le prolongement de là jusqu'à l'avenue Nilo Peçanha`; de là, direction est/ouest, le long d'une ligne allant vers la rue Anita Garibaldi et Libero Badaró, et dans le prolongement de ce point jusqu'à la traverse Pedreira, puis en direction est/ouest par l'avenue Plínio Brasil Milano jusqu'à la rue Mal. José Inácio da Silva; de là jusqu'à la traverse Mal. Semeão et la traversée Humaitá jusqu'à l'intersection avec la rue Cel. Feijó jusqu'à nouveau l'avenue Assis Brasil; puis jusqu'à arriver au point de départ dans la rue 25 de Julho.

## Aujourd'hui
Quartier coupé en deux par la grande avenue Assis Brasil qui constitue un important axe routier entre la zone nord de Porto Alegre et le centre ville, et les municipalités de Alvorada, Cachoeirinha et Gravataí.
C'est un quartier à la fois résidentiel et commercial. Il possède des couloirs de bus, des écoles, des supermarchés et de nombreux parcs ainsi que de nombreux petits commerces (pharmacies, vêtements, informatique) et plusieurs centres commerciaux (Bourbon, Iguatemi, Carrefour).